# Sayago (Montevideo)
Sayago es un barrio de Montevideo, ubicado al norte de la ciudad. Es importante desde el punto de vista del transporte por ferrocarril, no solo por su estación sino porque ahí se ubica el empalme entre las vías férreas que se dirigen al norte y litoral oeste de Uruguay y las que se dirigen a la zona este y noreste.
Existe además un corto tramo de vía con poco uso que une ambas líneas sin tener que pasar por otra estación de Montevideo, y que permite el enlace del conjunto de las líneas del este y noreste con las del norte y litoral. AFE posee además las instalaciones de lo que se conoce como el «triángulo Sayago», utilizadas para depósito de materiales de reparación de vías.

## Historia

### Origen del nombre
Sayago surgió en 1873 por iniciativa de Luis Girard sobre las tierras que habían pertenecido a Francisco Sayago.  El 1 de enero de 1869 comenzó a circular el ferrocarril por la zona y fue construida su primitiva estación, en una época donde la construcción de estaciones tras la expansión del ferrocarril significaba el surgimiento y conformación de nuevas localidades en el territorio. La zona no solo sería expandida gracias al ferrocarril, si no también al tranvía, primero mediante tracción a sangre y luego eléctrico. 

### Desarrollo

Facultad de Agronomía

En el siglo XIX la zona tuvo como residente al general Máximo Santos, en su quinta que comprendía el casco del hoy Museo de la Memoria y el Cottolengo Don Orione, en dicha quinta funcionaba un caserío de esclavos denominado como «la jaula de los leones», donde una leyenda urbana cuenta que se castigaba a los esclavos con problemas de conducta sirviéndolos de alimento a los leones, ejemplificando lo que pasaba si no se obedecía.
A principios del siglo XX, ya como zona de quintas, sirvió de veraneo a los montevideanos, como Delmira Agustini que poseía una casa de verano (en la actual intersección de la Avenida Eugenio Garzón y Camino Ariel) hoy en día inexistente, quedando solo los vestigios de una antigua fuente de jardín contemporánea. Otro famoso escritor que vivió en Sayago fue Elías Regules (en la actual intersección de Bulevar José Batlle y Ordóñez con Avenida Sayago) existentehasta principios del año 2010, cuando fue demolida para facilitar la ampliación del Bulevar José Batlle y Ordóñez.
Ya avanzado el siglo XX, la zona se convirtió en un barrio industrial dejando atrás las típicas residencias de veraneo, por residencias urbanas, motivando la construcción de nuevas viviendas, infraestructuras y escuelas, entre ellas la Facultad de Agronomía. Además de la construcción de residencias particulares también surge la construcción de entornos o barrios de uso exclusivo para funcionarios de ciertas industrias, tal es el caso de las residencias de los ingleses encargados de los ferrocarriles, linderas a las vías y el antiguo barrio alemán el cual se ubica en las inmediaciones de la actual calle Quicuyo, detrás de la sede del Club Social y Deportivo Sayago. Esta reconversión traería consigo  una fuerte  expansión y crecimiento poblacional. El cual pese a las diferentes crisis económicas y el cierre de las industrias no tendría modificaciones, por el contrario, trajo consigo la conformación de nuevos barrios emergentes en la zona y de nuevos residentes. [cita requerida]

### Actualidad
Hoy en día Sayago ha sido rodeado por barrios emergentes, perdiendo en su mayoría grandes áreas verdes, un elemento que durante muchos años supo diferenciarlo otros barrios de la capital. Actualmente quedan muy pocas de estas áreas, como los jardines de la Facultad de Agronomía, el predio del Ministerio de Agricultura y Pesca. La zona ha tenido un crecimiento poblacional   en aumento, y continuó incremento de asentamientos en su periferia. [cita requerida]
Sayago cuenta con numerosos servicios, la educación abarca los tres niveles (primaria, secundaria y universidad); cuenta con diversas instituciones asistenciales; bancos y agencias gubernamentales. Además de la presencia de diferentes comercios y ferias.
Su principal avenida es la Avenida Sayago y su afea  comercial se centraliza sobre Camino Ariel, entre la vía férrea y la Avenida Sayago. En este barrio se encuentra la sede y la cancha del Racing Club de Montevideo, Club Social y Deportivo Sayago, y también en él surgió la murga Contrafarsa.

## Ubicación
Está ubicado a diez kilómetros del centro de la ciudad de Montevideo en dirección noroeste, ocupando una amplia área delimitado por las siguientes calles:
- Camino Coronel Raíz
- Camino Ariel
- Waterloo
- Molinos de Raffo
- María Orticochea
- Avenida Eugenio Garzon
- Bulevar José Batlle y Ordóñez
- Carafi
- Dr. Adolfo Rodríguez
- Santiago del Estero
- Camino Máximo Santos
- Capitulares
- Camino Edison
- Vía Férrea (Parada Club FC)
- Camino Máximo Santos
- Vía Férrea (Miguel A. Chiappe)
- Bulevar José Batlle y Ordóñez
- Avenida Sayago
- Camino Máximo Santos
- Camino Coronel Raíz
- Avenida Millán

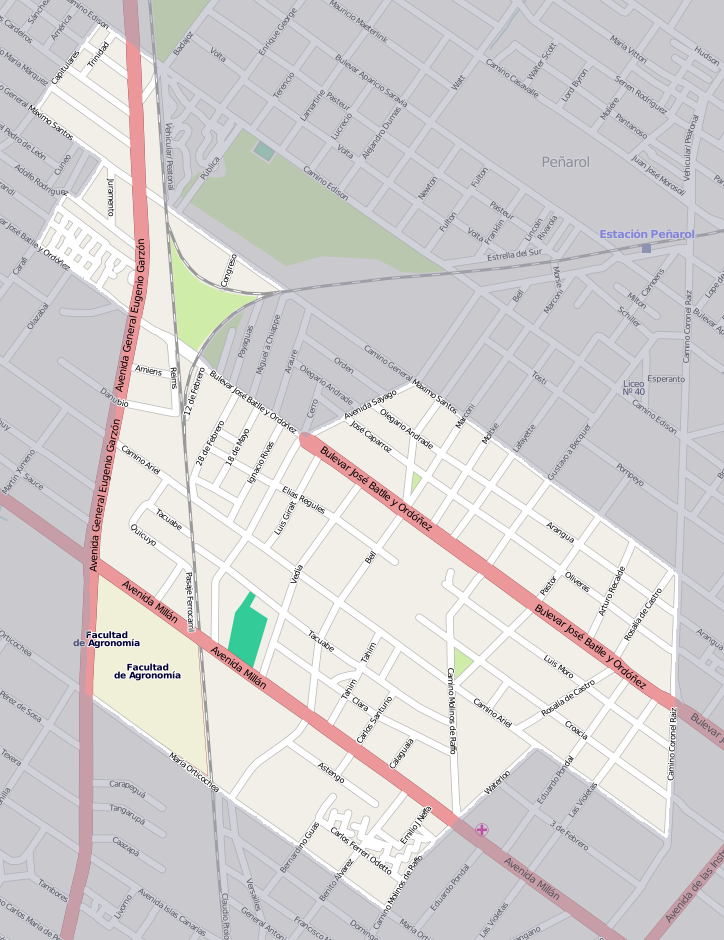
Delimitaciónn del barrio Sayago según el INE.

No coincidiendo con el mapa del Instituto Nacional de Estadísticas, se considera que el barrio se extiende hacia Camino Lecocq entre bulevar José Batlle y Ordoñez, Camino Ariel y Avenida Millán como vías de tránsito principales. A esta zona, donde se encuentra la sede de la Corporación de Ómnibus Micro Este S.A.  y el barrio Francisco Acuña de Figueroa es denominado como Sayago Norte o Sayago Oeste, aunque su origen y tiempo es similar al de todo Sayago, la referencia "norte" surge a estar más allá de la Avenida Garzón. 

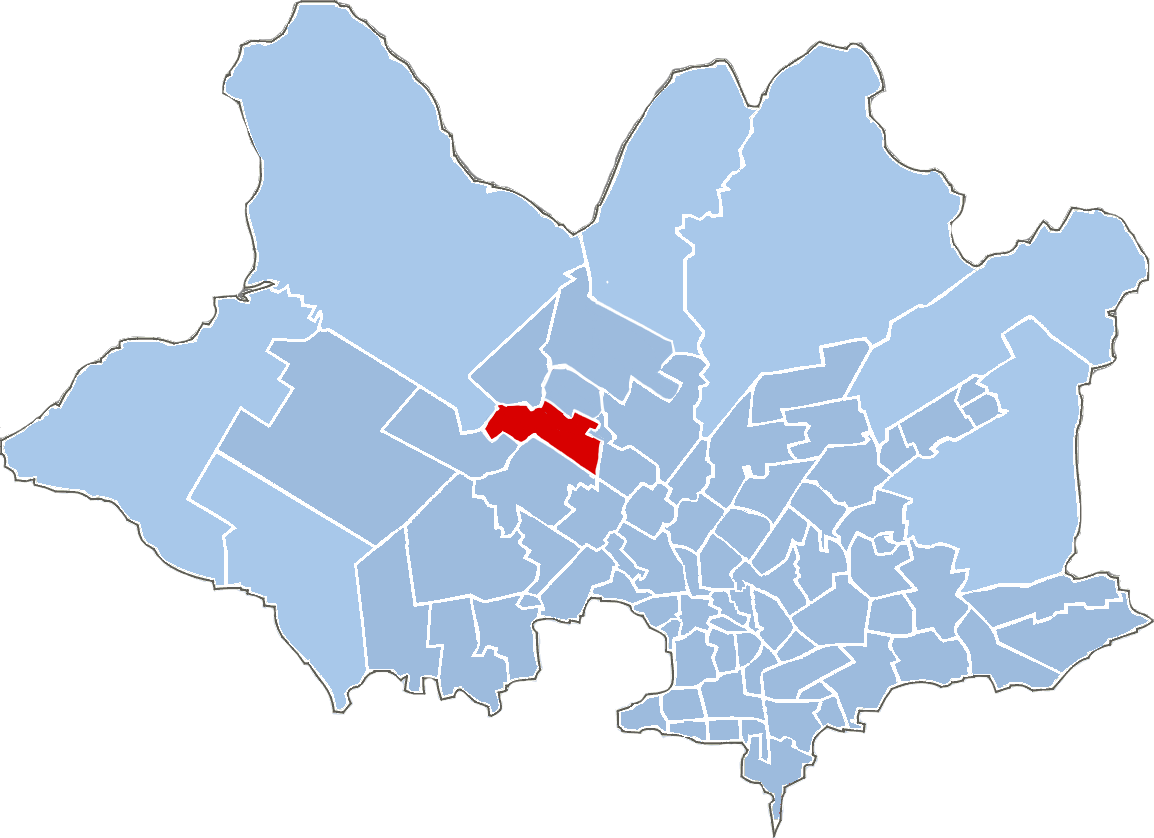
Mapa de Sayago Norte y de "La Tablada"

En Sayago se ubica la sede física del centro comunal, de la zona 13, que comprende varias zonas de la ciudad. 

### Otros
Dentro de Sayago existen diversos microbarrios, como el ex-Barrio 14 de INVE (abreviatura de Instituto Nacional de Viviendas Económicas) actual barrio Francisco Acuña de Figueroa, fundado en 1955 y finalizado en 1957, con 87 familias. El barrio consta de dos manzanas, con 7 pasajes, identificados con números, y 5 calles, en un principio identificadas con letras y actualmente llamadas con nombres de poetizas y personajes femeninos uruguayos de renombre del siglo XX, un salón comunal, un tanque de agua principal, una policlínica y una comisión vecinal. El origen de estas viviendas prefabricadas es estadounidense. Los solares tienen su numeración en el cordón de las veredas, los cuales están marcados ya de forma borrosa.

## Industria

Fábrica uruguaya de Portland

La industria fue y es una de las principales economías del territorio destacándose las actuales fábricas de "dolmenit",  portland, AGA y otras que han ido desapareciendo, como la fábrica de vidrio que significó durante mucho tiempo  la fuente de ingresos de los hogares obreros y la planta de ensamblaje y producción de repuestos de General Motors Company, en la cual se ensamblaron vehículos como el Chevrolet D20, un vehículo utilitario de tracción en las cuatro ruedas muy común en Uruguay. La planta cerro y años más tarde se convirtió en la planta central de Motociclo, una desaparecida marca de tiendas retail.

## Deporte
En cuanto al deporte en Sayago el baloncesto y el fútbol ocupan la primera plana, seguidos por otros; el primero llevado a cabo por el cuadro de mismo nombre se ubica en la Segunda División 
del Campeonato Nacional. El fútbol es protagonizado por el equipo de Racing Club de Montevideo el cual logra el ascenso a primera división del Campeonato Nacional 2008/2009, tras una larga temporada invictos, y clasificando también para el repechaje de la Copa Libertadores 2010; también se desarrollan otros cuadros en Sayago dedicados a esta disciplina deportiva los cuales enfocan a las edades y divisiones menores como Estrella del Norte y Brandi.
Desde 2013, el equipo de fútbol americano Spartans -que juega en la LUFA- tiene su campo de entrenamiento, el Spartan Arena, en el Centro Juvenil Salesiano ubicado en J.B. y Ordóñez esquina Av. Sayago.

## Seguridad
La zona de Sayago está dividida en dos sectores para su control, uno a cargo de la seccional octava de Policía que abarca desde Avenida General Eugenio Garzón hasta la Avenida de Las Instrucciones inclusive el Arroyo Miguelete, y el segundo comprende desde Avenida General Eugenio Garzón hasta Camino Lecocq (accesos de Montevideo) a cargo de la seccional  decimonovena, ubicada en el barrio La Teja.

## Salud
En materia de servicios asistenciales la zona cuenta con el sanatorio Casa de Galicia, fundado en 1917, actualmente bajo la gestión del Círculo Católico, tras el cierre de Casa de Galicia, en 2017.  Funciona también un centro de salud de primer nivel, gestionado por la Red de atención metropolitana y dos policlínicas barriales, entre otros centros. 

## Transporte
El barrio cuenta con varias líneas de ómnibus urbana, diferenciales y suburbanas, de las diferentes empresas que operan dentro del Sistema de Transporte Metropolitano. 
Uno de los principales corredores de transporte, el Corredor Garzón también está ubicado en la zona.   
Por Avenida Millán:
- 148 Fauquet / Aviación Civil - Ciudadela / Aduana
- 151 Verdisol / Complejo América - Portones
- 522 Sayago por Lecocq - Pocitos
- 526 Complejo América - Playa Malvín
- 582 Peñarol - Punta Carretas
- D5 La Paz - Ciudad Vieja
- 409 Saint Bois - Plaza España

Por Camino Ariel:
- 2 Saint Bois - Portones
- 145 Complejo América - Plaza España
- 147 Complejo America - Ciudadela / Aduana
- 148 Fauquet / Aviación Civil - Ciudadela / Aduana
- 151 Complejo América / Verdisol - Portones
- 195 Dique / Playa Cerro - Buceo
- 522 Sayago - Pocitos
- 526 Complejo América - Playa Malvín
- D5 La Paz - Ciudad Vieja
- L24 Nuevo París - Belvedere
- L34 Sayago - Paso de la Arena
- 4DR Canelón Chico - Montevideo

Por Bv. Batlle y Ordoñez:
- 2 Saint Bois - Portones
- 145 Complejo América - Plaza España
- 195 Dique / Playa Cerro - Buceo
- 522 Sayago - Pocitos
- L34 Sayago - Paso de la Arena
- 4DR Canelón Chico - Montevideo

Por Molinos de Raffo:
- 147 Complejo America - Ciudadela / Aduana
- 195 Dique / Playa Cerro - Buceo
- L24 Nuevo París - Belvedere

Por Bell:
- 526 Complejo América - Playa Malvín
- 582 Peñarol - Punta Carretas

Por Avenida Sayago:
- 2 Saint Bois - Portones
- 145 Complejo América - Plaza España
- 147 Complejo America - Ciudadela / Aduana
- 148 Fauquet / Aviación Civil - Ciudadela / Aduana
- 151 Complejo América / Verdisol - Portones
- 195 Dique / Playa Cerro - Buceo
- 522 Sayago - Pocitos
- L34 Sayago - Paso de la Arena
- 4DR Canelón Chico - Montevideo
- D5 La Paz - Ciudad Vieja

Por Avenida Garzón:
- 2 Saint Bois - Portones
- 130 La Paz - Ciudad Vieja
- 148 Fauquet / Aviación Civil - Ciudadela / Aduana
- 230 Barrio Obelisco (Las Piedras) - Montevideo
- 803 Santa Lucía - Montevideo
- 804 Santa Lucía - Montevideo
- 807 Villa Alegría - Montevideo
- 808 Almacén Calcagno - Montevideo
- 809 Progreso - Montevideo
- G La Paz - Portones
- 1A Canelones - Montevideo
- 2A Santa Lucía - Montevideo
- 4A Villa Floresti / San Francisco - Montevideo
- 4AC San Francisco - Montevideo
- 4D Barrio Obelisco (Las Piedras) - Montevideo
- 4DR Canelón Chico - Montevideo
- 5D Sauce - Montevideo
- D5 La Paz - Ciudad Vieja

Por Carafí:
- 145 Complejo América - Plaza España
- 526 Complejo América - Playa Malvín
- L34 Sayago - Paso de la Arena

Por M.Ximeno/Pirebuy/Gabito:
- 151 Verdisol / Complejo América
- 522 Sayago - Pocitos
- L24 Nuevo París - Belvedere